# ماكس أنت
ماكس أنّت (بالإنجليزية: Maxwell Annett)‏ هو مجدف أسترالي، ولد في 6 فبراير 1931 في نيوساوث ويلز في أستراليا، وتوفي في 6 يوليو 2015.

## وصلات خارجية
- ماكس أنت على موقع الاتحاد الدولي للتجديف (الإنجليزية)
- ماكس أنت على موقع اللجنة الأولمبية الدولية (الإنجليزية)
- ماكس أنت على موقع أوليمبيديا (الإنجليزية)
- ماكس أنت على موقع اللجنة الأولمبية الأسترالية (الإنجليزية)